# 尭恵
尭恵（ぎょうえ、1430年 - 没年不詳）は、室町時代中期の天台宗の学僧・歌人。「藤の坊法印」と呼ばれた。
加賀白山や京都青蓮院と関係が深く、諸国をめぐり『善光寺紀行』『北国紀行』などの紀行文を著している。信州の戸隠山にも登っているところからも、白山信仰とのむすびつきが指摘される。
二条派の歌人で仁和寺常光院に住した尭孝に師事して歌道に関する諸々の口伝を受け、歌道に関する注釈書を著している。家集に『下葉和歌集』がある。
僧侶だけではなく、一条兼良・冷泉政為などの公家や、細川成之、東常和などの武家と広く交流した。弟子には猪苗代兼載などがいる。